# Marjorie Estiano
Marjorie Dias de Oliveira (Curitiba, 8 maart 1982) is een Braziliaans actrice en zangeres.

## Filmografie

### Films
- 2011: Malu de Bicicleta ... Sueli[3]
- 2013: O Tempo e o Vento ... Bibiana[4]
- 2014: Apneia ... Giovanna[5][6]
- 2014: Beatriz - Entre a dor e o nada ... Beatriz[7]
- 2015: Todo Amor ... Dani (preproductie)[8][9]
- 2015: Maldita ... Alice (preproductie)[10]

### Soaps
- 2003 - 2005: Malhação ... Natasha Ferreira[11][12]
- 2006: Páginas da Vida ... Marina Andrade Rangel[13]
- 2006: Sob Nova Direção ... Nely Li[14]
- 2007: Duas Caras ... Maria Paula Fonseca do Nascimento[15][16]
- 2009: Caminho das Índias ... Tônia (Antônia Cavinato)[17][18][19]
- 2010: S.O.S. Emergência ... Flávia Menezes[20]
- 2011: Amor em Quatro Atos ... Letícia[21][22][23]
- 2011: Cine Conhecimento ... -[24]
- 2011: A Vida da Gente (The Life We Lead) ... Manuela Fonseca[25][26][27][28]
- 2012: Lado a Lado ... Laura Assunção[29][30][31][32]
- 2014: Império ... Cora Bastos[33]

## Discografie
- 2005:Marjorie Estiano[34]
- 2007:Flores, Amores e Blábláblá[35]
- 2013: Oito[36][37][38]

#### Dvd
- 2005: Marjorie Estiano e Banda Ao Vivo[39]

## Theater
- 1997 - 1999: Lisístrata; A Raposa e as Uvas; A Casa de Bernarda Alba
- 1999: Clarice
- 2000 - 2002: "O Palhaço Imaginador"; "Liberdade, Liberdade"; "Buchicho"
- 2002 - 2003: "Beijos, Escolhas e Bolhas de Sabão" - Tati
- 2003: "Barbara não lhe Adora"
- 2009 - 2010: "Corte Seco"
- 2011: "Inverno da Luz Vermelha"
- 2012 - 2013: O Desaparecimento do Elefante[40][41][42][43][44]